# Somewhere Back in Time
Somewhere Back in Time: The Best of 1980–1989 — сборник лучших хитов британской хэви-метал-группы Iron Maiden, состоящий из композиций с первых семи альбомов группы, издан в 2008 году.

## Об альбоме
Somewhere Back in Time: The Best of 1980–1989 вышел в 2008 году в преддверии концертного тура Somewhere Back In Time World Tour, чтобы позволить новым поклонникам предварительно ознакомиться с материалом, который будет исполняться на концертах.
Обложка альбома включает Эдди в образе фараона (образ с альбома Powerslave)и киборга Эдди (с обложки альбома Somewhere in Time). Вдобавок логотип Iron Maiden синего цвета с золотыми гранями — такие же цвета были использованы на обложке Seventh Son of a Seventh Son.

## Участники записи
- Брюс Дикинсон — вокал
- Дэйв Мюррей — гитара
- Яник Герс — гитара
- Эдриан Смит — гитара
- Стив Харрис — бас-гитара, бэк-вокал
- Нико МакБрэйн — ударные

а также
- Майкл Кенни — клавишные

## Список композиций
| #  | Оригинальное название       | Перевод                     | С альбома                                        | Слова / Музыка                          | Время |
| -- | --------------------------- | --------------------------- | ------------------------------------------------ | --------------------------------------- | ----- |
| 1  | Churchill’s Speech          | Речь Черчилля               | -                                                | Уинстон Черчилль                        | 0:49  |
| 2  | Aces High (Live)            | Асы высоты                  | Live After Death, оригинал с альбома Powerslave  | Стив Харрис                             | 4:38  |
| 3  | 2 Minutes to Midnight       | 2 минуты до полуночи        | Powerslave                                       | Эдриан Смит, Брюс Дикинсон              | 5:59  |
| 4  | The Trooper                 | Кавалерист                  | Piece of Mind                                    | Стив Харрис                             | 4:10  |
| 5  | Wasted Years                | Зря потраченные годы        | Somewhere in Time                                | Эдриан Смит                             | 5:07  |
| 6  | Children of the Damned      | Дети проклятых              | The Number of the Beast                          | Стив Харрис                             | 4:35  |
| 7  | The Number of the Beast     | Число зверя                 | The Number of the Beast                          | Стив Харрис                             | 4:51  |
| 8  | Run to the Hills            | Бегите к холмам             | The Number of the Beast                          | Стив Харрис                             | 3:54  |
| 9  | Phantom of the Opera (Live) | Призрак оперы               | Live After Death, оригинал с альбома Iron Maiden | Стив Харрис                             | 7:10  |
| 10 | The Evil That Men Do        | Зло, творимое людьми        | Seventh Son of a Seventh Son                     | Эдриан Смит, Брюс Дикинсон, Стив Харрис | 4:34  |
| 11 | Wrathchild (Live)           | Дитя гнева                  | Live After Death, оригинал с альбома Killers     | Стив Харрис                             | 3:05  |
| 12 | Can I Play with Madness     | Могу ли я играть с безумием | Seventh Son of a Seventh Son                     | Эдриан Смит, Брюс Дикинсон, Стив Харрис | 3:32  |
| 13 | Powerslave                  | Раб могущества              | Powerslave                                       | Брюс Дикинсон                           | 6:48  |
| 14 | Hallowed Be Thy Name        | Да святится Имя Твое        | The Number of the Beast                          | Стив Харрис                             | 7:12  |
| 15 | Iron Maiden (Live)          | Железная дева               | Live After Death, оригинал с альбома Iron Maiden | Стив Харрис                             | 4:22  |